# European Initiative to Linking Interlocking Systems

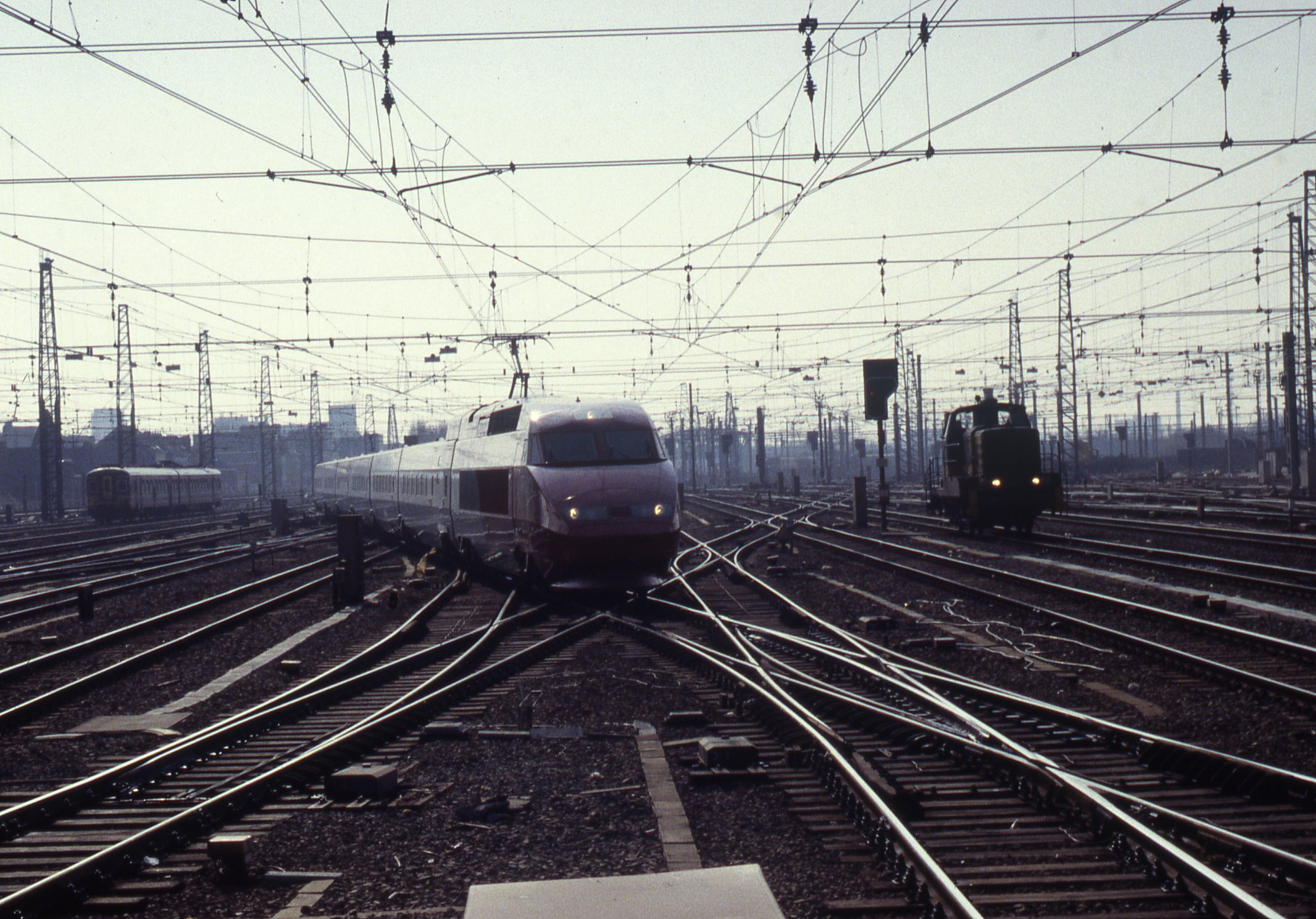
Een wisselstraat in het emplacement van station Brussel Zuid leidt een TGV naar een perronspoor, augustus 1996

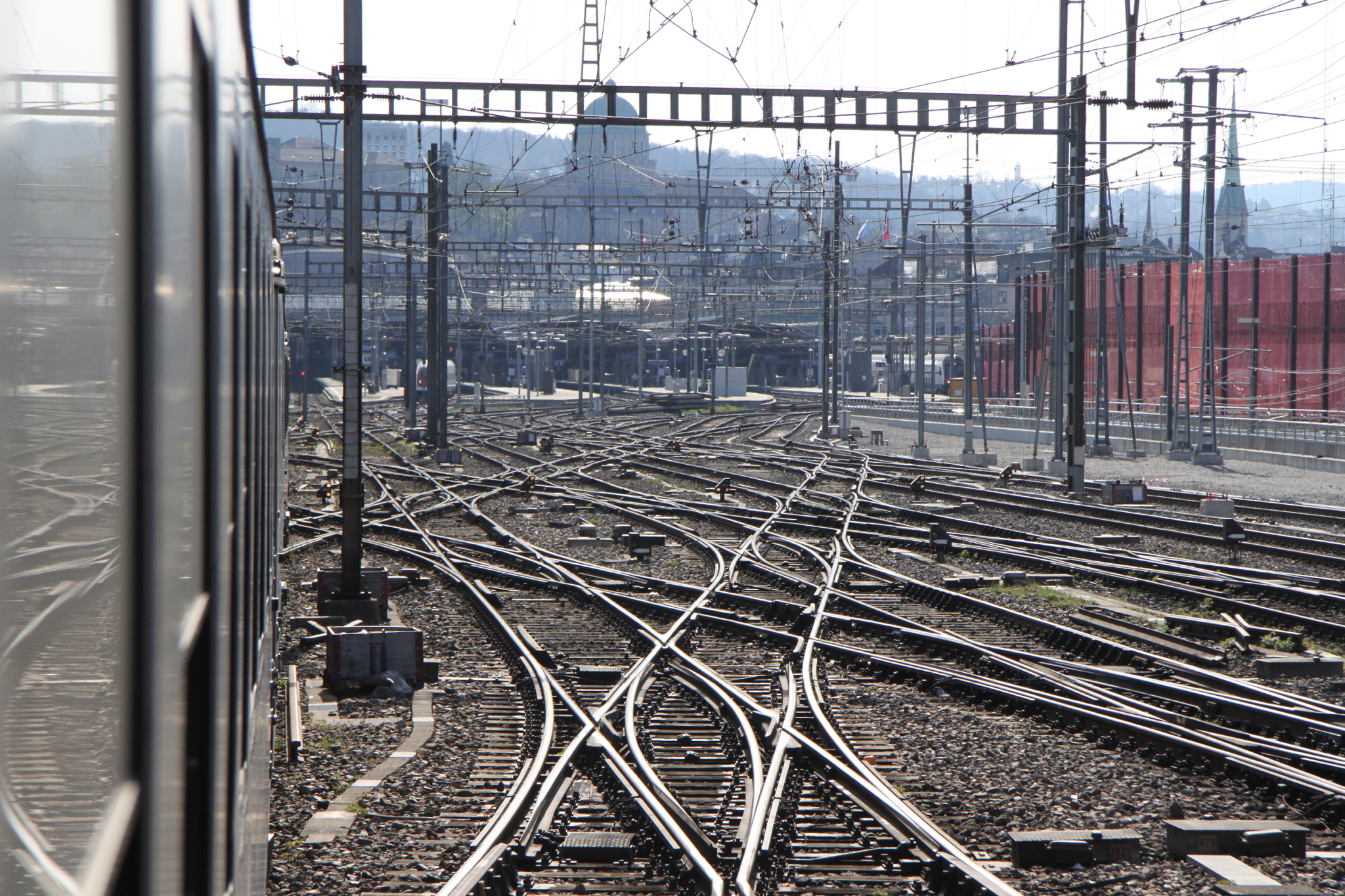
Emplacement Zürich Hauptbahnhof, 12 april 2015

EULYNX, of het European Initiative Linking Interlocking Subsystems, is een Europese standaard voor apparatuur voor de bediening van spoorwegseinen.
Deze standaard is gericht op de koppelvlakken tussen apparatuur en programmatuur voor spoorverkeersleiding en rijwegbeveiliging enerzijds, stoffelijke onderdelen als wissels, spoorwegseinen, spoorwegovergangen en assentellers anderzijds.
EULYNX bouwt verder op het werk dat gedaan is in de projecten Euro-Interlocking en Integrated European Signalling System (INESS).

## Organisatie
Dertien Europese spoorbeheerders steunen EULYNX actief. Dit standaardisatieproject startte in 2014 als een project. De projectorganisatie ontwikkelde zich in drie jaar tot een permanente organisatie. Op 15 december leverde EULYNX een volledige versie van de standaard op, 'Baseline 2'. In 2018 en 2019 verscheen 'Baseline 3'.

## Doel
Het doel van EULYNX is het vergroten van de capaciteit, de veiligheid en de betrouwbaarheid van het spoorwegsysteem, en het verlagen van de kosten van ontwerp, aanschaf, inbouw en onderhoud van onderdelen van de rijwegbeveiliging en spoorverkeersleiding.
De systemen voor rijwegbeveiliging en spoorverkeersleiding vormen het hart van het spoorwegverkeer. De digitalisering daarvan open nieuwe mogelijkheden, zoals de monitoring van de conditie van de fysieke onderdelen van het spoor, zodat de spoorbeheerder het onderhoud daarvan kan afstemmen op de feitelijke toestand van het spoor. Hij kan onnodig onderhoud uitstellen, terwijl hij onvoorziene slijtage en defecten tijdig onderkent.

## Digitalisering
Gedigitaliseerde systemen voor rijwegbeveiliging en spoorverkeersleiding hebben een aanzienlijk kortere levensduur dan de fysieke elementen in het spoor zoals wissels en overwegen. De elektronische onderdelen worden vaker vervangen dan de zware fysieke elementen in het veld. Dit vormt een uitdaging voor het koppelvlak tussen de digitale sysemen van de rijwegbeveiliging en de spoorverkeersleiding enerzijds, en de fysieke infrastructuur in het veld anderzijds. Deze uitdaging neemt EULYNX op. EULYNX standaardiseert de koppelvlakken en maakt het daarmee beter mogelijk om vervangingen te doen in het domein van de rijwebebeveiliging en spoorverkeersleiding, zonder dat de fysieke elementen in het veld daardoor minder goed bruikbaar worden of vergaand aangepast moeten worden. Andersom trouwens ook. Op het terrein van de rijwegbeveiliging en spoorverkeersleiding vinden grote ontwikkelingen plaats, mede gedreven door de ontwikkeling van ERTMS hybrid Level 3, ATO en de komst van de opvolger van GSM-Rail, FRMCS. Dit leidt tot nieuwe producten, die beter in de bestaande infrastructuur opgenomen kunnen worden als de interfaces tussen deze onderdelen zijn gestandaardiseerd en goed gedocumenteerd.
Hiermee blijft de spoorverkeersleiding en -beveiliging ook toegankelijk voor gespecialiseerde spoorwegleveranciers die niet een volledig besturings- en beveiligingssysteem voor spoorwegverkeer leveren, maar zich richten op specifieke onderdelen zoals overwegen, verkeersleidingscentra, assentellers of wisselstellers.

## Architectuur
Standaardisering van koppelvlakken is nuttig als duidelijk is welke koppelvlakken er zijn. Met andere woorden, er moet overeenstemming zijn over de opdeling in onderdelen van de apparatuur en programmatuur van de spoorverkeersleiding en rijwegbebeveiliging.
De overeenstemming wordt gezocht in een brede coalitie van spoorbeheerders, de samen de zorg dragen voor de organisatie van EULYNX, en voor overleg met andere partijen.
Een 'referentiearchitectuur' voor spoorverkeersleiding en rijwegbeveiliging, biedt een systematische beschrijving van onderdelen, hun onderlinge koppelvlakken en hun functies. Deze referentiearchitectuur is bekend als de 'RCA'.
De beta-versie van de RCA is in 2019 vrijgegeven. In maart 2020 verscheen een 'gamma-versie', die meer geschikt is om de onderdelen van de spoorverkeersleiding en de rijwegbeveiliging modelmatig te ontwikkelen.